# Tatjana Zautys
Tatjana Zautys (* 4. Mai 1980 in Stuttgart) ist eine deutsche Volleyball- und Beachvolleyballspielerin.

## Karriere
Zautys war zunächst als Hochspringerin in der Leichtathletik aktiv. Während ihres Sportstudiums in Heidelberg begann sie 2001 auf Initiative einer Dozentin ihre Volleyball-Karriere beim Oberligisten TSG Heidelberg-Rohrbach. Ein Jahr später wechselte sie zum Zweitligisten SV Sinsheim. 2004 wurde sie vom Bundesligisten Bayer 04 Leverkusen verpflichtet, mit dem sie die Endspiele im DVV-Pokal und im europäischen Top Teams Cup erreichte. 2006 ging die aufschlagstarke Außenangreiferin zum Ligakonkurrenten USC Münster. Zwei Jahre später wechselte sie zum damaligen Bundesliga-Aufsteiger Allianz Volley Stuttgart. In der Saison 2009/10 wurde sie Topscorerin der Bundesliga und absolvierte anschließend dreizehn Länderspiele in der deutschen Nationalmannschaft. In der Saison 2010/11 spielte sie bei den Roten Raben Vilsbiburg, ehe sie in ihre Heimatstadt zu Smart Allianz Stuttgart zurückkehrte, wo sie 2014 ihre Hallenkarriere beendete.

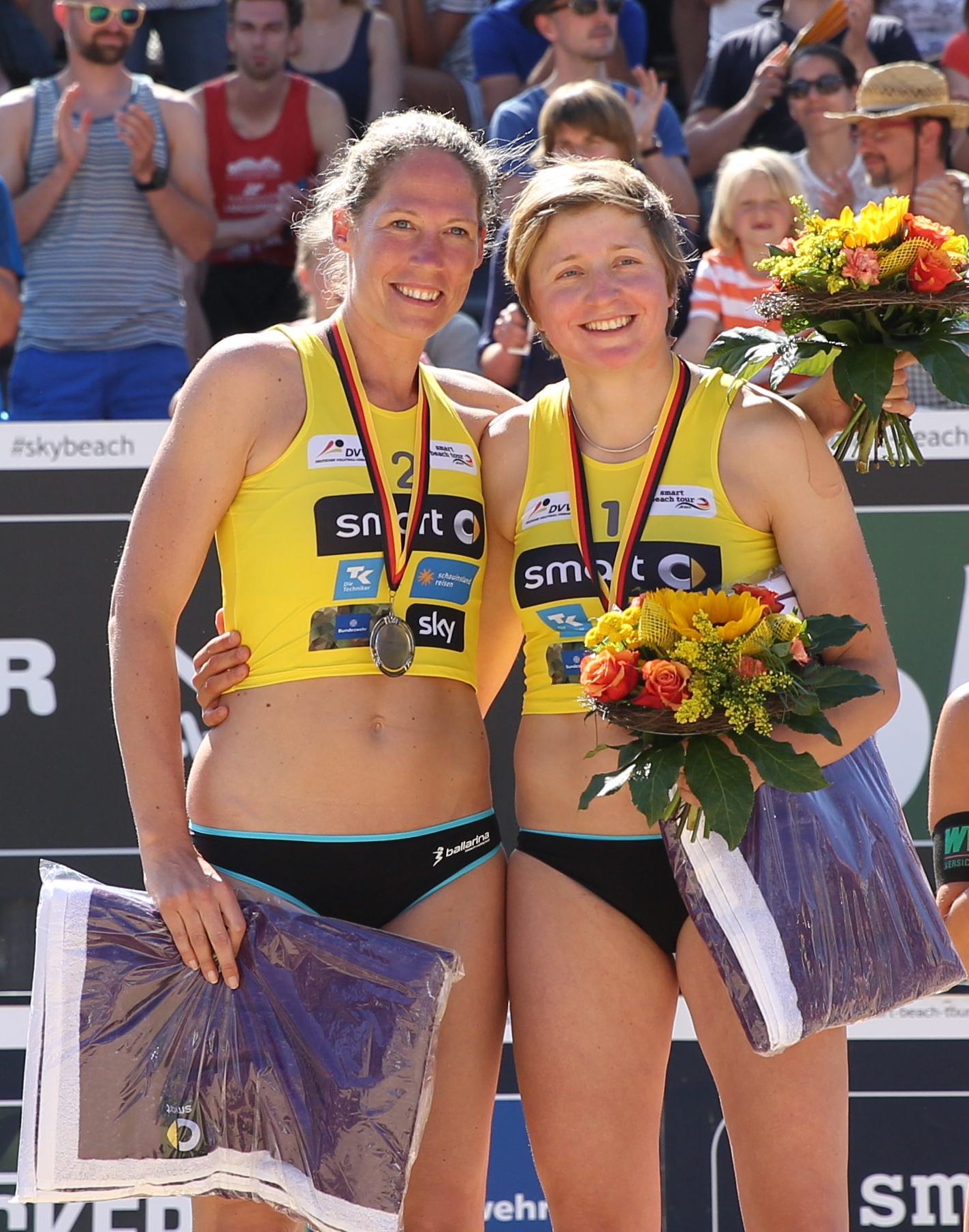
2017 smart beach cup Dresden mit Melanie Gernert

Tatjana Zautys war seit 2002 auch beim Beachvolleyball auf nationalen Turnieren aktiv. Sie hatte mit verschiedenen Partnerinnen fast ausschließlich Top-Ten-Platzierungen und nahm achtmal an den deutschen Meisterschaften in Timmendorf teil. 2016 erreichte sie hier mit Melanie Gernert Platz vier. 2017 wurden Gernert/Zautys deutsche Vizemeisterinnen. Danach beendete Zautys auch ihre Beachvolleyball-Karriere.